# Comisión de Trabajo y Previsión Social del Senado de Chile
La Comisión de Trabajo y Previsión Social del Senado de Chile, corresponde a una de las comisiones permanentes del Senado de Chile, en la cual, cinco senadores formulan proyectos de ley referentes al tema del cual trata la comisión, en este caso, las políticas laborales y previsionales de la población económicamente activa, mociones que luego ser presentados en la sesión plenaria del Senado para su aprobación o rechazo de todos los senadores, que en Chile suman 38 escaños en la actualidad.
Esta comisión se formó en 1876 bajo el nombre de Comisión de Trabajo y Seguridad Social, nombre que mantuvo hasta 1973 y retornando junto a la democracia en 1990, bajo el nombre de Comisión de Trabajo y Previsión Social.

## Composición en periodos anteriores

### LIII Periodo Legislativo
En el actual período legislativo actual (2010-2014), la Comisión de Trabajo y Previsión Social del Senado está integrada por:
| Miembros                     | Partido Político              |
| ---------------------------- | ----------------------------- |
| Pedro Muñoz Aburto *         | Partido Socialista            |
| Ximena Rincón González       | Democracia Cristiana          |
| Evelyn Matthei Fornet        | Unión Demócrata Independiente |
| Carlos Ignacio Kuschel Silva | Renovación Nacional           |
| Carlos Bianchi Chelech       | Independiente                 |

* Presidente de la Comisión.

## = LI Periodo Legislativo === Referencias
- Senado/Comisiones
- Trabajo y Previsión Social del Senado

- Datos: Q5779351